# 南极毛皮海狮
南极毛皮海狮（学名：Arctocephalus gazella）又叫南极海狗或南極毛皮海豹，主要分布于南极洲水域，其中约95%生活在南乔治亚岛和南桑威奇群岛。它的学名来源于第一艘捕捉到它的德国船SMS Gazelle。
库克船长在1775年探索南乔治亚岛后，提到了岛上生存着大量海獅。

## 分布与繁殖
南极毛皮海狮分布于南极洲附近零散的群岛跟小岛，每年春天繁殖期，就会有10万只南极毛皮海狮聚集在南乔治亚岛，南极毛皮海狮能转动鳍状肢在路上奔跑，公海狮会凶悍的保卫妻妾，和公海獅交配的母海獅会在明年的繁殖季节生产，在小海獅出生的7天后母海獅会再度交配，此时小海獅就必须自立更生。

## 習性
南极毛皮海狮的潜水纪录达1000英呎，1000只南极毛皮海狮中会有一只是金色的白化种。南极毛皮海狮只吃磷虾，但它们的口臭有如最臭的狗口臭味的10000倍，满是细菌的嘴巴咬上一口就会细菌感染。